# Mount Madison
Mount Madison ist ein markanter, größtenteils vereister und 1385 m hoher Berg an der Shackleton-Küste der antarktischen Ross Dependency. Er ragt 11 km westlich des Kap Selborne an der Südflanke des Byrd-Gletschers auf.
Das Advisory Committee on Antarctic Names benannte ihn 1966 nach Lieutenant Commander Douglas W. Madison, Referent des Kommandanten der Unterstützungseinheiten der United States Navy in Antarktika von 1961 bis 1962 und Verantwortlicher für Öffentlichkeitsarbeit von 1963 bis 1964.